# Atletica leggera ai Giochi della XIX Olimpiade - 200 metri piani femminili

Video della Finale

I 200 metri piani hanno fatto parte del programma femminile di atletica leggera ai Giochi della XIX Olimpiade. La competizione si è svolta nei giorni 17-18 ottobre 1968 allo Stadio Olimpico Universitario di Città del Messico.

## L'eccellenza mondiale
| Camp.ssa olimpica     | 23"0      | Edith McGuire    | Rit. 1966 |
| Primatista mondiale   | 22"7 1965 | Irena Szewińska  | Presente  |
| Camp.ssa europea 1966 | 23"1      | Irena Szewińska  | Presente  |
| Vincitrice Trials USA | 23"5      | Margareth Bailes | Presente  |

## La gara
Barbara Ferrell scende sotto i 23” già nelle batterie (22”9).

In semifinale si migliora correndo in 22”8 (22”87); Raelene Boyle vince l'altra serie in 22”9. Appare un po' appannata la primatista mondiale Irena Szewińska, solo terza, superata anche da Wyomia Tyus.

In finale Wyomia Tyus parte meglio di tutte e appare per prima all'inizio del rettilineo finale, ma è un fuoco di paglia: viene risucchiata dalle avversarie.

La prima a passarle davanti è Irena Szewińska, seguita dalla Boyle. La Szewińska si libera anche dell'australiana ad ampie falcate e va a vincere con il nuovo record del mondo.

Margaret Bailes arriva settima in 23"1.

## Risultati

### Turni eliminatori
| 5 Batterie   | 17 ottobre | 36 iscritte   | Si qualificano le prime 3 + il miglior tempo. |
| 2 Semifinali | 17 ottobre | 8 + 8         | Si qualificano le prime 4.                    |
| Finale       | 18 ottobre | 8 concorrenti |                                               |

### Batterie
| Pos. | Atleta            | Nazione          | Tempo ufficiale | Tempo elettrico | Nota |
| ---- | ----------------- | ---------------- | --------------- | --------------- | ---- |
| 1    | Ljudmila Ignatëva | Unione Sovietica | 23"1            | 23"16           | Q    |
| 2    | Margaret Bailes   | Stati Uniti      | 23"1            | 23"17           | Q    |
| 3    | Nicole Montandon  | Francia          | 23"3            | 23"34           | Q    |
| 4    | Marijana Lubej    | Jugoslavia       | 23"9            | 23"96           |      |
| 5    | Eva Lehocká       | Cecoslovacchia   | 24"0            | 24"08           |      |
| 6    | Györgyi Balogh    | Ungheria         | 24"1            | 24"15           |      |
| 7    | Tien Ah-Mei       | Taiwan           | 25"5            | 25"53           |      |

| Pos. | Atleta           | Nazione          | Tempo ufficiale | Tempo elettrico | Nota  |
| ---- | ---------------- | ---------------- | --------------- | --------------- | ----- |
| 1    | Raelene Boyle    | Australia        | 23"0            | 23"09           | [ 1 ] |
| 2    | Vera Popkova     | Unione Sovietica | 23"3            | 23"40           | Q     |
| 3    | Truus Hennipman  | Paesi Bassi      | 23"4            | 23"43           | Q     |
| 4    | Lillian Board    | Gran Bretagna    | 23"4            | 23"49           | q     |
| 5    | Irene Piotrowski | Canada           | 23"7            | 23"74           |       |
| 6    | Vilma Charlton   | Giamaica         | 24"3            | 24"39           |       |
| 7    | Josefa Vicent    | Uruguay          | 24"8            | 24"89           |       |
| 8    | Yeh Chu-Mei      | Taiwan           | 25"5            | 25"55           |       |

| Pos. | Atleta                  | Nazione          | Tempo ufficiale | Tempo elettrico | Nota            |
| ---- | ----------------------- | ---------------- | --------------- | --------------- | --------------- |
| 1    | Barbara Ferrell         | Stati Uniti      | 22"9            | 22"94           | Record olimpico |
| 2    | Jennifer Lamy           | Australia        | 23"1            | 23"19           | Q               |
| 3    | Jutta Stöck             | Germania Ovest   | 23"3            | 23"37           | Q               |
| 4    | Wilma van den Berg      | Paesi Bassi      | 23"5            | 23"54           |                 |
| 5    | Maureen Tranter         | Gran Bretagna    | 23"5            | 23"58           |                 |
| 6    | Lyudmila Golomazova     | Unione Sovietica | 23"7            | 23"73           |                 |
| 7    | Alice Annum             | Ghana            | 23"9            | 23"95           |                 |
| 8    | Karin Wallgren-Lundgren | Svezia           | 24"2            | 24"23           |                 |

| Pos. | Atleta            | Nazione        | Tempo ufficiale | Tempo elettrico | Nota |
| ---- | ----------------- | -------------- | --------------- | --------------- | ---- |
| 1    | Wyomia Tyus       | Stati Uniti    | 23"4            | 23"46           | Q    |
| 2    | Dianne Bowering   | Australia      | 23"6            | 23"69           | Q    |
| 3    | Fulgencia Romay   | Cuba           | 23"7            | 23"71           | Q    |
| 4    | Oyeronke Akindele | Nigeria        | 23"9            | 23"91           |      |
| 5    | Alicia Kaufmanas  | Argentina      | 24"4            | 24"57           |      |
| 6    | Halina Górecka    | Germania Ovest | 24"7            | 24"62           |      |

| Pos. | Atleta           | Nazione        | Tempo ufficiale | Tempo elettrico | Nota |
| ---- | ---------------- | -------------- | --------------- | --------------- | ---- |
| 1    | Irena Szewińska  | Polonia        | 23"2            | 23"21           | Q    |
| 2    | Miguelina Cobián | Cuba           | 23"4            | 23"50           | Q    |
| 3    | Una Morris       | Giamaica       | 23"7            | 23"80           | Q    |
| 4    | Sylviane Telliez | Francia        | 23"8            | 23"84           |      |
| 5    | Mieke Sterk      | Paesi Bassi    | 24"0            | 24"01           |      |
| 6    | Rita Wilden      | Germania Ovest | 24"0            | 24"02           |      |
| 7    | Esperanza Girón  | Messico        | 25"3            | 25"32           |      |

### Semifinali
| Pos. | Atleta            | Nazione                | Tempo ufficiale | Tempo elettrico | Nota  |
| ---- | ----------------- | ---------------------- | --------------- | --------------- | ----- |
| 1    | Raelene Boyle     | Australia              | 22"9            | 22"95           | [ 1 ] |
| 2    | Wyomia Tyus       | Stati Uniti            | 23"1            | 23"14           | Q     |
| 3    | Irena Szewińska   | Polonia                | 23"2            | 23"21           | Q     |
| 4    | Jutta Stöck       | Germania Ovest         | 23"4            | 23"41           | Q     |
| 5    | Ljudmila Ignatëva | Unione Sovietica       | 23"4            | 23"52           |       |
| 6    | Lillian Board     | Gran Bretagna          | 23"4            | 23"52           |       |
| 7    | Dianne Bowering   | align=left\| Australia | 23"6            | 23"65           |       |
| -    | Fulgencia Romay   | Cuba                   |                 |                 | NP    |

| Pos. | Atleta           | Nazione          | Tempo ufficiale | Tempo elettrico | Nota            |
| ---- | ---------------- | ---------------- | --------------- | --------------- | --------------- |
| 1    | Barbara Ferrell  | Stati Uniti      | 22"8            | 22"87           | Record olimpico |
| 2    | Jennifer Lamy    | Australia        | 22"8            | 22"89           | [ 1 ]           |
| 3    | Margaret Bailes  | Stati Uniti      | 22"9            | 22"95           | Q               |
| 4    | Nicole Montandon | Francia          | 23"0            | 23"02           | Q               |
| 5    | Vira Popkova     | Unione Sovietica | 23"2            | 23"28           |                 |
| 6    | Miguelina Cobián | Cuba             | 23"3            | 23"39           |                 |
| 7    | Una Morris       | Giamaica         | 23"5            | 23"59           |                 |
| 8    | Truus Hennipman  | Paesi Bassi      | 23"5            | 23"60           |                 |

### Finale
| Pos.    | Corsia | Atleta           | Età | Nazione        | Tempo ufficiale | Tempo elettrico | Nota                              |
| ------- | ------ | ---------------- | --- | -------------- | --------------- | --------------- | --------------------------------- |
| Oro     | 7      | Irena Szewińska  | 22  | Polonia        | 22"5            | 22"58           | Record mondiale · Record olimpico |
| Argento | 6      | Raelene Boyle    | 17  | Australia      | 22"7            | 22"74           |                                   |
| Bronzo  | 5      | Jennifer Lamy    | 19  | Australia      | 22"8            | 22"88           |                                   |
| 4       | 1      | Barbara Ferrell  | 21  | Stati Uniti    | 22"9            | 22"93           |                                   |
| 5       | 4      | Nicole Montandon | 19  | Francia        | 23"0            | 23"08           |                                   |
| 6       | 3      | Wyomia Tyus      | 23  | Stati Uniti    | 23"0            | 23"08           |                                   |
| 7       | 2      | Margaret Bailes  | 17  | Stati Uniti    | 23"1            | 23"18           |                                   |
| 8       | 8      | Jutta Stöck      | 27  | Germania Ovest | 23"2            | 23"25           |                                   |

È stata la gara più veloce della storia: anche l'ottava classificata ha fatto il suo primato personale (e record della Germania). Le prime quattro sono scese sotto i 23”.

Ralene Boyle, seconda, è l'atleta più giovane che abbia mai partecipato alla finale olimpica dei 200 metri femminili. Nata nel 1951, ha solo 17 anni.